# Lányi Károly
Lányi Károly (Bakabánya, 1812. december 18. – Egbell, 1856. május 23.) bölcseleti doktor; római katolikus plébános, a Magyar Tudományos Akadémia levelező tagja.

## Élete
Ősei Szepes- és Zólyom-megyéből költöztek Bakabányára. Középiskoláit Körmöcbányán járta, hol tanítói közül Kácsor Mihály, egykor jezsuita növendék, látván tehetségét, a tudományra serkentette és a szónoklati osztályban a görög és római remekirók munkáit vele megkedveltette; tudományos képzettségére nagy befolyással volt Balás Theophil szent-Benedekrendi költészettanár is Esztergomban. 1829-ben a gimnázium VI. osztályából az esztergomi főegyházmegye növendékei közé lépett; a nagyszombati érseki líceumba küldetett a bölcselet hallgatására; három év alatt a teológia I. osztályát is ott tanulta, a II-IV-et pedig 1832-től 1835-ig a pesti központi papnevelőben. Még be sem végzé tanulmányait, már is a hazát ismeretgyűjtés végett beutazta, sőt megfordult külföldön is. 1836-ban az esztergomi papnevelőintézetbe rendeltetett nevelőnek. 1837. október 26-án miséspappá szenteltetett fel és a máriavölgyi (Pozsonym.) segédlelkészséggel bizatott meg; honnét 1840-ben a pozsonyi Salvator-egyház hitszónokává neveztetett ki. Itt kezdett élni a magyar irodalomnak. 1842-ben a pesti egyetemen bölcseleti doktorrá avatták; szeptember 30-án a nagyszombati líceumban az egyetemes és Magyarország oknyomozó történelmének tanárává nevezték ki. 1844-ben az esztergomi káptalan könyvtárának őre lett. 1845-ben Kopácsi primás költségén Nyugat-Európát utazta be; 1846-ban a természettudományok és mezei gazdaság tanításával bizatott meg a nagyszombati líceumban. 1847. december 23-án a Magyar Tudományos Akadémia levelező tagjai közé választotta. 1848. június 21-én, midőn a tanítás szünetelt, a nádasdi plébánia adminisztrátorságával bizták meg, december 24-én ugyanazon minőségben Sopornyára rendelték. 1850-ben a nagyszombati szentszék jegyzője, 1851-től egyszersmind ugyanazon szentszék levéltárnoka és a görög nyelv tanára lett. 1852 októberében és novemberében a könyvtárnak Esztergomba szállítását gondozta. 1853. október 28-án egbelli (Nyitram.) plébánosnak neveztetett ki; a plébánia épületét átalakította és az iskola ügyeit rendezte.
Cikkei a Századunkban (1840. 55-59., 61. sz. Wildenspuchi borzasztó jelenetek, adat korunk vallási történetéhez), a Religióban (1845. II. 9. sz. Felvilágosító jegyzetek «Magyarföld Egyháztörténetei» ismertetésére, 1853. I. 53-55. sz. Vázlatok a magyarországi bibornokok történetéhez), a Kath. Iskolai Lapban (1849. 15-16. sz. Népnevelés állapota honunkban az Árpád és Anjou fejedelmek alatt.)

## Munkái

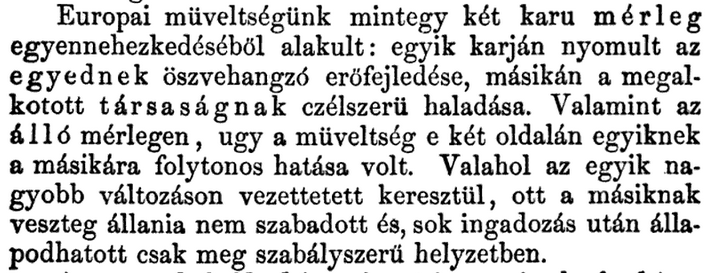
Részlet Magyar catholicus... c. művének bevezetőjéből

1. A Boldogságos Szűz Máriavölgyi csodaképének története ... 1839. (Németül és tótul is megjelent hely és év n.)
2. Keresztény kathol. vallástanitmány. Kérdések és feleletekben. Pozsony, 1842. (Weinkopf után.).
3. Magyarföld egyháztörténetei. Ausztriaházi korszak. A pesti t. theol. kar kitűzte Horváth-alapítványi jutalomkérdésben pályakoszorúzott munka. Pest, 1844. Három kötet.
4. Magyar nemzet történetei képekkel, a nép számára. Pozsony, 1846. Online (2. kiadás. Pest, 1862.)
5. Magyar catholicus clerus érdemeinek történet-igazolta emléke. A pesti t. hittud. kar Horváth-alapítványi jutalomkérdésében koszorúzott első rangu pályamunka Pozsony, 1848. Két kötet. Online
6. Krátky dejepis cirkew krestansko katolické. Uo. 1850. (Kath. egyháztörténet.)
7. Déjeny starovékého lidstva k uzitku mládezli wyssich gymnasialnich trid. Bécs, 1852. (Az ősrégi emberiség történelme, felső gymnasiumok használatára. Magyarra is lefordította, ez azonban kéziratban maradt.)
8. Lányi Károly Magyar egyháztörténelme. Átdolgozta Knauz Nándor. Esztergom, 1866. és 1869. Két kötet. (I. 889-1526., II. 1526-1848. L. életrajzával. Ism. Századok 1871.)

### Kézirati munkái
Ifjúkori kísérletek (1835-1837. költemények, elbeszélések, várleirások sat., melyek címeit Knauz fölsorolja Lányi életrajzában); A gyászalak szépirodalmi mű, 8rét 102 lap, melylyel az akadémiánál pályázott; Magyarföld háznépe 1842., 4rét 930 lap, a m. tudom. akadémia pályázatán 1843-ban 100 aranyat nyert; Magyar alsó táblai clerus szavazatjogának története, 4rét 115 levél, 1847-ben a magyar káptalanok jutalmát nyerte; Török uralkodás Magyarföldön, 4rét 315 levél, rajzokkal, 1847-ben a m. tudom. akadémia által jutalmazott pályamű; Szkyth rokonságok és történetek, a m. tudom. akadémia által pályakoszorúzott mű; Mehádia, mint Róma emléke, 8rét 7 levél; Pécsnek legrégibb századai; A nádorokról 1447-ig; Erzherzogin Marie von Oesterreich, töredék, ívrét 10 ív, Geschichte der christlichen Religion und Kirche in Ungarn, verfasst und nach einer magyarischen Preisschrift deutsch umgearbeitet, ivrét 103 ív; De veteribus areis Strigoniensis Locis sacris.
A Lányi-codex 1519-ből: Apáczák ordináriuma, másolat. Kálmáncsey László pap írta két társával; először Lányi tett róla említést és a Magyar Tudományos Akadémiának ajándékozta. Kiadta Volf György a Nyelvemléktár V. k. Bpest, 1881.